# Шульман, Густав Максимович
Густав Максимович Шульман 2-й (нем. Gustav Daniel Schulmann; 1779—1835) — генерал-майор Русской императорской армии.

## Биография
Родился 6 февраля 1779 года[по какому календарю?] в семье Вильгельма Магнуса Шульмана (1740—1817).
Имел старшего брата Фридриха, который стал в русской армии генералом от артиллерии. После Густава родился ещё один брат Людвиг (Лев Максимович).
Густав Шульман служил в артиллерии, командовал батарейной ротой в 7-й артиллерийской бригаде, которую возглавлял А. П. Ермолов. 27 декабря 1806 года произведен в майоры. Вместе со своей бригадой в составе 7-й дивизии участвовал в русско-прусско-французской войне против Наполеона в Польше и Восточной Пруссии. 26 апреля 1807 года был награжден орденом Св. Владимира 4-й степени с бантом.
С 14 февраля 1811 по 1815 год был командиром артиллерийской бригады 26-й пехотной дивизии
Все три брата Шульманы были участниками войны 1812 года. Шульман 1-й (Фёдор Максимович) командовал батарейной ротой № 6 в корпусе Витгенштейна; Шульман 3-й (Лев Максимович) командовал батарейной ротой № 10 в Дунайской армии Чичагова. А подполковник Шульман 2-й (Густав Максимович) был командиром батарейной роты № 26, которая в Бородинском сражении находилась в самом центре позиции – на Курганной батарее, которую и в день битвы, и ещё какое-то время позже называли Шульманской (Шульмановой) батареей: участник сражения артиллерист Авраам Норов писал: «жестокая борьба происходила на центральной батарее, которую мы, артиллеристы, называли по имени батарейного командира Шульмановою, а в реляциях она названа именем Раевского, корпус которого оборонял ее». Его бригада состояла из 12 орудий от батарейной роты № 26 и 6 орудий от 47-й лёгкой роты Василия Жураковского.
За Бородино 1 октября 1813 года был награждён орденом Св. Анны 2-й степени: «будучи атакован в превосходнейшем числе кавалерийскими, подкрепляемыми пехотными, колоннами, невзирая на жесточайший огонь, верными выстрелами и поспешным действием из орудий останавливал на каждом шагу стремившегося неприятеля, чем и принудил оного с величайшим уроном отступить».
10 декабря 1816 года получил чин полковника и 10 мая 1817 года был назначен командиром 18-й артиллерийской бригады. Шульман возглавлял ее до 19 марта 1826 года, когда был произведён в генерал-майоры. Затем назначен начальником 4-й артиллерийской дивизии, во главе которой участвовал в русско-турецкой войне 1828—1829 годов. Позднее возглавил 3-ю артиллерийскую дивизию, с которой принял участие в Польской кампании 1831 г. Впоследствии занимал посты коменданта Модлинской (с 1832 г.) и Замосцской (с 28 сентября 1833 г.) крепостей.
В числе наград он имел также орден Св. Георгия 4-й степени (№ 3328; 12 декабря 1817) и орден Св. Владимира 3-й степени (07.09.1831).
Умер 5 (17) октября 1835 года; исключён из списков приказом от 26 октября 1835 года.

## Семья
Женился в 1809 году на Шарлотте Юлиане фон Гак (?—1895). Их дети:
- Анна Фредерика (1810—1862), замужем за генералом А. И. Лингеном (? — после 1861)
- Рудольф, генерал-лейтенант (1814—1874)
- Наталья (1816—?), замужем за Густавом Розманом
- Фридрих (1819—1865)
- София (1821—1878), замужем за Петром Боборыкиным
- Александр (1822—1878), инспектор классов 1-й петербургской гимназии
- Елизавета (1824—1898), мать А. Ф. Редигера[9].
- Луиза (1826—?), замужем за генерал-лейтенантом П. П. Безак (1815—1873)
- Николай, генерал от инфантерии (1828—1900)